# CariDee English
Pour les articles homonymes, voir English.
 (février 2012).
Si vous disposez d'ouvrages ou d'articles de référence ou si vous connaissez des sites web de qualité traitant du thème abordé ici, merci de compléter l'article en donnant les références utiles à sa vérifiabilité et en les liant à la section « Notes et références ».
CariDee English, née le 23 septembre 1984, est une actrice et mannequin de nationalité américaine.
Elle est découverte lors de la saison 7 de Top Model USA, émission qu'elle a remporté. Avant de participer à l’émission, elle était photographe.

## Télévision
| Titre                          | Personnage |
| ------------------------------ | ---------- |
| Top Model USA (saison 7)       | Elle-même  |
| Les Frères Scott               | Tia        |
| The Tyra Banks Show (émission) | Elle-même  |
| Gossip Girl                    | Carissa    |
| Scarred                        | Elle-même  |
| Pretty Wicked                  | Elle-même  |